# James Worthy
James Ager Worthy (Gastonia, Carolina del Norte, 27 de febrero de 1961) es un exjugador de baloncesto estadounidense que disputó doce temporadas en la NBA, todas ellas en Los Angeles Lakers. Midiendo 2,05 metros, jugaba en la posición de alero. Fue campeón de la NBA en tres ocasiones, electo siete veces All Star, MVP de las finales de la NBA en 1988, y es miembro del Basketball Hall of Fame desde 2003.

## Trayectoria

### Universidad
Worthy fue un jugador destacado de la Universidad de Carolina del Norte (llamados Tar Heels), y en Villarbasse ganando en 1981 el título de primera división, en 1982 el título campeonato de la NCAA (el novato Michael Jordan estaba también en este equipo y metió el último tiro para acabar ganando el partido) antes de ser elegido en el Draft de la NBA de 1982 en primera posición por Los Angeles Lakers.

### NBA
Como jugador de los Lakers, contribuyó a ganar tres campeonatos de la NBA en 1985, 1987, y 1988 bajo la dirección de Pat Riley, en la época del showtime. Era muy conocido por su mate a una mano conocido como la estatua de la libertad. Aunque menos conocido que sus compañeros del Hall of Fame (Salón de la Fama), Kareem Abdul Jabbar y Magic Johnson, sus compañeros, le han considerado una parte importante del éxito de los Lakers. Como un recibidor de los pases deslumbrantes de Magic, era un gran finalizador gracias a su habilidad para planear hacia la canasta aparentemente sin esfuerzo. En 1983 fue elegido como miembro del primer equipo de novatos (rookies) de la NBA. Sus 36 puntos, 16 rebotes y 10 asistencias del séptimo partido de las Finales de la NBA de 1988 le hicieron ganar el título de MVP (Jugador Más Valioso) de las Finales. Empezó a llevar gafas protectoras después de sufrir una lesión grave en el ojo durante la temporada 1984-85.  
Apodado "Big Game James" (Gran Partido James) por Chick Hearn (comentarista de los Lakers), Worthy jugó en 926 partidos de la NBA, tuvo un porcentaje de tiro en su carrera de 52.1% y promedió 17.6 puntos por partido (21.1 puntos por partido de Playoff).

### Retirada
En 2003 entró en el Salón de la Fama del Baloncesto en la primera votación.
Los Lakers retiraron su camiseta (n.º 42) tras su retirada.
Desde la temporada 2005-06, Worthy trabaja como comentarista de apoyo para las retransmisiones de partidos y sus resúmenes en la KCAL y las estaciones de televisión KCBS en Los Ángeles. También ha sido vicepresidente sénior de RP & Associates, una compañía de marketing de Hermosa Beach (California), desde febrero de 2005.

## Estadísticas de su carrera en la NBA
|  | Denota temporadas en las que ganó el campeonato de la NBA |

### Temporada regular
| Año     | Equipo      | PJ  | PT  | MPP  | %TC  | %3P  | %TL  | RPP | APP | ROB | TPP | PPP  |
| ------- | ----------- | --- | --- | ---- | ---- | ---- | ---- | --- | --- | --- | --- | ---- |
| 1982-83 | L.A. Lakers | 77  | 1   | 25.6 | .579 | .250 | .624 | 5.2 | 1.7 | 1.2 | .8  | 13.4 |
| 1983-84 | L.A. Lakers | 82  | 53  | 29.5 | .556 | .000 | .759 | 6.3 | 2.5 | .9  | .9  | 14.5 |
| 1984-85 | L.A. Lakers | 80  | 76  | 33.7 | .572 | .000 | .776 | 6.4 | 2.5 | 1.1 | .8  | 17.6 |
| 1985-86 | L.A. Lakers | 75  | 73  | 32.7 | .579 | .000 | .771 | 5.2 | 2.7 | 1.1 | 1.0 | 20.0 |
| 1986-87 | L.A. Lakers | 82  | 82  | 34.4 | .539 | .000 | .751 | 5.7 | 2.8 | 1.3 | 1.0 | 19.4 |
| 1987-88 | L.A. Lakers | 75  | 72  | 35.4 | .531 | .125 | .796 | 5.0 | 3.9 | 1.0 | .7  | 19.7 |
| 1988-89 | L.A. Lakers | 81  | 81  | 36.5 | .548 | .087 | .782 | 6.0 | 3.6 | 1.3 | .7  | 20.5 |
| 1989-90 | L.A. Lakers | 80  | 80  | 37.0 | .548 | .306 | .782 | 6.0 | 3.6 | 1.2 | .6  | 21.1 |
| 1990-91 | L.A. Lakers | 78  | 74  | 38.6 | .492 | .289 | .797 | 4.6 | 3.5 | 1.3 | .4  | 21.4 |
| 1991-92 | L.A. Lakers | 54  | 54  | 39.0 | .447 | .209 | .814 | 5.6 | 4.7 | 1.4 | .4  | 19.9 |
| 1992-93 | L.A. Lakers | 82  | 69  | 28.8 | .447 | .270 | .810 | 3.0 | 3.4 | 1.1 | .3  | 14.9 |
| 1993-94 | L.A. Lakers | 80  | 2   | 20.0 | .406 | .288 | .741 | 2.3 | 1.9 | .6  | .2  | 10.2 |
| Total   | Total       | 926 | 717 | 32.4 | .521 | .241 | .769 | 5.1 | 3.0 | 1.1 | .7  | 17.6 |

### Playoffs
| Año   | Equipo      | PJ  | PT  | MPP  | %TC  | %3P  | %TL  | RPP | APP | ROB | TPP | PPP  |
| ----- | ----------- | --- | --- | ---- | ---- | ---- | ---- | --- | --- | --- | --- | ---- |
| 1984  | L.A. Lakers | 21  | 0   | 33.7 | .599 | .500 | .609 | 5.0 | 2.7 | 1.3 | .5  | 17.7 |
| 1985  | L.A. Lakers | 19  | 19  | 32.9 | .622 | .500 | .676 | 5.1 | 2.2 | .9  | .7  | 21.5 |
| 1986  | L.A. Lakers | 14  | 14  | 38.5 | .558 | .000 | .681 | 4.6 | 3.2 | 1.1 | .7  | 19.6 |
| 1987  | L.A. Lakers | 18  | 18  | 37.8 | .591 | .000 | .753 | 5.6 | 3.5 | 1.6 | 1.2 | 23.6 |
| 1988  | L.A. Lakers | 24  | 24  | 37.3 | .523 | .111 | .758 | 5.8 | 4.4 | 1.4 | .8  | 21.1 |
| 1989  | L.A. Lakers | 15  | 15  | 40.0 | .567 | .375 | .788 | 6.7 | 2.8 | 1.2 | 1.1 | 24.8 |
| 1990  | L.A. Lakers | 9   | 9   | 40.7 | .497 | .250 | .837 | 5.6 | 3.0 | 1.6 | .3  | 24.2 |
| 1991  | L.A. Lakers | 18  | 18  | 40.7 | .465 | .167 | .736 | 4.1 | 3.9 | 1.1 | .1  | 21.1 |
| 1993  | L.A. Lakers | 5   | 0   | 29.6 | .372 | .250 | .600 | 3.4 | 2.6 | 1.0 | .0  | 13.8 |
| Total | Total       | 143 | 117 | 37.0 | .544 | .209 | .727 | 5.2 | 3.2 | 1.2 | .7  | 21.1 |

## Trivialidades
- Worthy apareció como un Klingon en un episodio de Star Trek: La Nueva Generación titulado "Gambit".
- El influyente músico punk Mike Watt, un fan de los Lakers de toda la vida, posee un bajo Alembic que tiene un autógrafo de Worthy después de que ganara su tercer anillo de la NBA.